# Junrey Balawing
Junrey Balawing (Sindangan, 12 juni 1993 - aldaar, 28 juli 2020) was  een Filipijnse man. Balawing kwam in 2011 in het nieuws, omdat hij vanaf zijn achttiende verjaardag de kleinste man ter wereld is. Zijn lengte bedraagt 59,93 centimeter. Hiermee staat hij in het Guinness Book of Records.
Balawing stootte de Nepalees Khagendra Thapa Magar van zijn troon, die ruim zes centimeter langer is. Balawing was ruim twee centimeter langer dan de Indiër Gul Mohammed, die met 57,15 centimeter de kleinste volwassene ooit was. Balawing had de ziekte Achondroplasie, wat de oorzaak was van zijn geringe lengte.
In 2014 werd Chandra Bahadur Dangi (54 cm) de kleinste man ter wereld. Na het overlijden van Dangi werd Balawing opnieuw de kleinste man ter wereld.
Hij overleed zelf op 27-jarige leeftijd in de zomer van 2020.